# Máximo Hernández (poeta)
Máximo Hernández (Larache, Protectorado español de Marruecos, 1953) es un poeta español en lengua castellana.

## Biografía
Nació en Larache, en el antiguo protectorado español de Marruecos, en 1953. Reside desde niño en Zamora, donde ha sido funcionario. En los años 90 participó en las actividades de la Escuela de Sabiduría Popular del excuartel Viriato y perteneció sucesivamente a los colectivos poéticos zamoranos Lucerna y Magua Sociedad Literaria; en el corazón de todas estas iniciativas, contribuyó decisivamente a animar la escena cultural zamorana. A finales de esa década participó con éxito en varios certámenes literarios.
Es autor de varios libros de poemas: Cerimonial do tempo (Lisboa, 1998); Ciudadano Humo (Iria Flavia, 1999); Matriz de la ceniza (San Sebastián de los Reyes, 1999), por el que le fue concedido el Premio Nacional de Poesía José Hierro 1998; La eficiencia del cielo (Cambrils, 2000); Zooilógico (Barcelona, 2004); y La conspiración del dolor (Lanzarote, 2007). También es autor de greguerías y relatos.
Máximo Hernández es un poeta de honda raigambre existencialista que ha recibido influencias, sobre todo, de los autores españoles de la poesía social y la generación del 50. Ha reunido toda su obra publicada e inédita en el volumen Entre el barro y la nieve. Poesía reunida (Palma, 2016), en el que colaboran poetas y críticos como Juan Luis Calbarro (editor del volumen), Ángel Fernández Benéitez, Eduardo Moga, María Ángeles Pérez López, Juan Manuel Rodríguez Tobal y Tomás Sánchez Santiago.

### Libros de poesía
- Cerimonial do tempo, traducción al portugués de Hermínio Chaves Fernandes, Lisboa: Tema, 1998.
- Matriz de la ceniza, San Sebastián de los Reyes (Madrid): Universidad Popular José Hierro y Ayuntamiento, 1999.
- La eficiencia del cielo, Cambrils (Tarragona): Trujal, 2000.
- Zooilógico, Barcelona: La poesía, señor hidalgo…, 2004.
- La conspiración del dolor, Lanzarote: Cíclope Editores, 2007.
- Entre el barro y la nieve. Poesía reunida, edición de Juan Luis Calbarro, textos críticos de Ángel Fernández Benéitez, Eduardo Moga, María Ángeles Pérez López, Juan Manuel Rodríguez Tobal, Tomás Sánchez Santiago y Juan Luis Calbarro, Palma: Los Papeles de Brighton, 2016.

### Plaquettes
- Cotidianidades, Zamora: Ediciones Marginales, 1995.
- La Noche. Diario popular independiente, Zamora: Ediciones Marginales, 1996.
- Bagatela, Zamora: Ediciones Marginales, 1998.
- Desde la isla, Zamora: Ediciones Marginales, 1998.
- Rumor de tu existencia, Cambrils (Tarragona): Trujal, 1998.
- Ciudadano Humo, separata del núm. XIX de El Extramundi y los papeles de Iria Flavia, Iria Flavia (Padrón, La Coruña): Fundación Camilo José Cela, 1999.
- Théo van Gogh visita la tumba de su hermano, grabado de Ana de Pedro, León: Entregas de Invierno, núm. 8, 2002.
- Genera remota, Palma de Mallorca: Acta Salonarum, 2018.

### Prosa
- Algo más que un paseo (greguerías), Zamora: Ediciones Marginales, 1996.
- El espejo nocturno. Premio Francisco García Pavón de narrativa, Tomelloso (Ciudad Real): Ayuntamiento, 1997.

### Prólogos
- Prólogo a Ángel Fernández Benéitez, Perdulario. Antología poética. 1978-2013, Salamanca: Diputación, 2014.

### Antologías en las que está incluido
- Encuentro en Ávila, Valladolid: P.O.E.M.A.S., 1997.
- La alquitara poética, Béjar: LF Ediciones, 1998.
- Poeti Europei, presentación de Pino Amatiello, Roma, Centro Italiano Arte e Cultura, 1998.
- Gatos, gatos, gatos. Bestiario, edición de Margarita Hierro, prólogo de Elsa López, Madrid: Eneida, 1999.
- Suma de los Premios Río Ungría y Río Henares, presentación de Francisco García Marquina, prólogo de Carlos Murciano, epílogo de José Antonio Suárez de Puga, Guadalajara: Diputación Provincial, 1999.
- "Florilegio salaz y libertino", incluido en Juan López-Carrillo, Poemax (El Big Bang), introito de Alfredo Gavín Agustí, Reus (Tarragona): Rotoarco, 1999.
- Tempestades de amor contra los cielos. Homenaje a José Agustín Goytisolo, coordinado por Ramón García Mateos, Cambrils (Tarragona): Trujal, 2000.
- Eduardo Moga, Los versos satíricos. Antología de la poesía satírica universal para amantes del ludibrio en verso, Barcelona: Ediciones Robinbook, 2001.
- Waldo Santos. Acto-homenaje. Zamora 2002, coordinado por Jesús Losada, Zamora: Caja Duero, 2002.
- Entonces, Ahora, selección de José Luis Morante y Arturo Ledrado, Rivas-Vaciamadrid (Madrid): Ayuntamiento, 2003.
- Antología Bilaketa de Poesía. Volumen IV, coordinado por Salvador Gutiérrez Alcántara, ilustraciones de José Hierro, Aoiz (Navarra): Bilaketa, 2003.
- Palabras frente al mar, coordinación y edición de Ramón García Mateos, Cambrils (Tarragona): Trujal, 2003.
- 11-M: poemas contra el olvido, Madrid: Bartleby Editores, 2004.
- Después de todo. Homenaje de Bilaketa a José Hierro, coordinado por Salvador Gutiérrez Alcántara, Aoiz (Navarra): Bilaketa, 2004.
- Eduardo Margareto, El mundo al otro lado. Ochenta fotografías para ochenta poetas, edición de Alfredo Pérez Alencart, Salamanca: Explorafoto, 2004.
- El corazón de la palabra. Antología del VI Encuentro de Poetas Hispanoamericanos en homenaje a Jesús Hilario Tundidor, edición de Alfredo Pérez Alencart y pinturas de Miguel Elías, Salamanca: Fundación Salamanca Ciudad de Cultura, 2004.
- Cambrils. Retrat amb paraules, edición de Juan López-Carrillo, Cambrils (Tarragona): Ayuntamiento, 2005.
- Pánica Segunda. Encuentro de poesía joven en el medio rural (PAN, Morille, julio de 2004), edición de Germán Labrador Méndez, Fabio Rodríguez de la Flor y Manuel Ambrosio Sánchez Sánchez, Salamanca: Editorial Delirio, 2006.
- Palabras como velas encendidas. Voces por los derechos humanos, Zamora: Amnistía Internacional, 2007.
- Poetas de Zamora. Homenaje en el Instituto Claudio Moyano, coordinado por Manuel Ángel Delgado de Castro, Zamora: IES Claudio Moyano, 2009 (DVD).
- Poesía de Castilla y León, coordinado por Fernando Martos, Bilbao: Zurgai, 2010.
- Palabras para Ashraf, edición de Juan Luis Calbarro, Palma de Mallorca: Los Papeles de Brighton, 2016.
- Poemas para combatir el coronavirus, edición de Juan Luis Calbarro y Miriam Maeso, Alcobendas (Madrid): IES Ágora y Los Papeles de Brighton, 2021.
- Uno de nosotros. Miscelánea homenaje a Ramón García Mateos, edición de Juan López Carrillo, Tarragona: Silva Editorial, 2021.
- Dieciséis de Brighton. Antología poética, edición de Eduardo Moga, Madrid: Los Papeles de Brighton, 2023.

## Premios
- Premio Ignacio Sardá de poesía, 1996.
- Premio Francisco García Pavón de narrativa, 1997.
- Premio Río Ungría de poesía, 1997.
- Premio Pedro Alonso Morgado de poesía, 1998.
- Premio Nacional de Poesía José Hierro, 1998.

### Del autor
- Un poema de Máximo Hernández, en la revista Isla Negra (2007).
- Cuatro poemas de Máximo Hernández, en la revista Las razones del aviador (2010).
- Un poema de Máximo Hernández, en el blog Favorables Poema (2010).
- Audios: Máximo Hernández recita varios poemas, en la web de Juan López-Carrillo (2016).

### Sobre el autor
- Juan Luis Calbarro sobre Matriz de la ceniza, en su blog (1999).
- Prólogo de La eficiencia del cielo (2000).
- José Lezama sobre La eficiencia del cielo, en la revista Luke (2001).
- Juan Luis Calbarro sobre La conspiración del dolor, en la revista Luke (2007).
- José Ángel Barrueco sobre La conspiración del dolor, en su blog (originalmente en La Opinión-El Correo de Zamora (2007).